# Conyers Herring
Conyers Herring (Scotia, 15 de novembro de 1914 — Palo Alto, 23 de julho de 2009) foi um físico estadunidense.